# Сините ангели
„Сините ангели“ (на английски: Blue Angels) е демонстрационна авиационна група за висш пилотаж от Военноморските сили на Съединените американски щати.
Тя е сред най-популярните пилотажни групи в света. Понастоящем използва реактивните изтребители F/A-18 Hornet.
Пилотите са със звания на морски офицери, техните полети са акробатични и служат за демонстрации най-вече на международни авиационни фестивали.
Групата е създадена по време на Втората световна война и първоначално включва 3 самолета, по-късно 4, а днес – 6.
Седалището на демонстрационната група е във военноморската база в град Пенсакола, щата Флорида, САЩ, на брега на Мексиканския залив.